# Cmentarz wojenny w Izbicy
Cmentarz wojenny w Izbicy – cmentarz z I wojny światowej znajdujący się w mieście Izbica w województwie lubelskim, w powiecie krasnostawskim, w gminie Izbica.
Cmentarz założono planie pięciokąta. Ogrodzony częściowo kamiennym murem, układ 12 zbiorowych mogił widoczny. Płyta pamiątkowa na ceglanym postumencie, wzniesiona przy udziale austriackiego Czerwonego Krzyża.
Na cmentarzu pochowano prawdopodobnie żołnierzy austro-węgierskich.